# Erwin Scharf (Filmarchitekt)
Erwin Scharf (* 9. Februar 1901 in Wien, Österreich-Ungarn; † 8. Februar 1972 in New York City, Vereinigte Staaten) war ein österreichischstämmiger Filmarchitekt und Architekt.

## Leben und Wirken
Scharf hatte nach einem Studium der Architektur anfänglich auch in diesem Beruf gearbeitet. Über Robert Neppach knüpfte er noch zu Stummfilmzeiten seinen ersten Kontakt zur Kinematografie und begann ab 1929 in Berlin Filmbauten zu entwerfen. Scharfs erste Aufgaben waren die Umsetzungen von Neppachs Entwürfen. Zu Beginn der 30er Jahre entwarf Erwin Scharf die Dekorationen zu einer Reihe von Unterhaltungsfilmen, darunter auch Max Ophüls’ Opernadaption Die verkaufte Braut, ehe er infolge der Machtergreifung durch die Nationalsozialisten Deutschland verlassen musste.
In den kommenden fünf Jahren reiste der Wiener durch eine Reihe europäischer Länder. Scharf entwarf die Szenenbilder für Filme, die in Wien, Paris, London, Amsterdam und Stockholm hergestellt wurden. Im September 1938 ließ er sich in den USA nieder, wo ihn Anthony Fokker mit der Gestaltung des Innenraums seiner Yacht beauftragte. Während des Zweiten Weltkriegs gestaltete Erwin Scharf mehrere Ausbildungsfilme für die US Navy, anschließend war er an der Herstellung von Industriefilmen beteiligt. Als Filmarchitekt war er jetzt kaum noch tätig. Erwin Scharf hat sich mit The Grasshopper Man auch als Kinderbuchautor hervorgetan.

## Filmografie
- 1929: Vater und Sohn
- 1929: Katharina Knie
- 1929: Das grüne Monokel
- 1929: Der Erzieher meiner Tochter
- 1930: Delikatessen
- 1930: Ein Tango für dich
- 1930: Das Lied ist aus
- 1930: Va banque
- 1930: Er oder ich
- 1930: Der König von Paris
- 1931: Gassenhauer
- 1931: Walzerparadies
- 1931: Panik in Chicago
- 1931: Weekend im Paradies
- 1931: Gloria
- 1931: Jeder fragt nach Erika
- 1931: Der Stolz der 3. Kompanie
- 1932: Die verliebte Firma
- 1932: Es geht um Alles
- 1932: Die verkaufte Braut
- 1932: Das erste Recht des Kindes
- 1932: Grün ist die Heide
- 1932: Gehetzte Menschen
- 1933: Unsichtbare Gegner
- 1933: Zweikampf der Geschlechter (Rapt)
- 1934: De big van het regiment
- 1935: Das Geheimnis der Mondscheinsonate (Het mysterie van de Mondscheinsonate)
- 1935: Katharina die Letzte
- 1937: The Street Singer
- 1937: Who’s Your Lady Friend?
- 1937: Häxnatten
- 1938: Karriär
- 1943: Follies Girl
- 1949: Kill or be Killed